# Limenitis jinamitra
Limenitis jinamitra är en fjärilsart som beskrevs av Hans Fruhstorfer 1908. Limenitis jinamitra ingår i släktet Limenitis och familjen praktfjärilar. Inga underarter finns listade i Catalogue of Life.